# Christian Arnsperger
Christian Arnsperger, né en 1966 à Munich, est un économiste. Docteur en sciences économiques de l'UCLouvain (Louvain-la-Neuve), il est professeur à l'Université de Lausanne.
Ses domaines de recherches portent principalement sur l'épistémologie de la science économique, les implications anthropologiques de la croissance économique et sur la transition du capitalisme au post-capitalisme.

## Carrière
Jusqu'en 2014, il était professeur à l'Economics School of Louvain. Il faisait partie de la Chaire Hoover d'éthique économique et sociale, en compagnie du philosophe et économiste Philippe Van Parijs et est également maître de recherche au Fonds de la recherche scientifique. En septembre 2014, il est nommé professeur ordinaire à l'Université de Lausanne, au sein de l'Institut de géographie et durabilité (Faculté des géosciences et de l'environnement).

## Recherches
Ses réflexions sont fortement influencées par André Gorz, Ivan Illich et Ernst Friedrich Schumacher. Elles sont également proches du mouvement de la décroissance (bien qu'il critique le terme lui-même), dont Paul Ariès et Serge Latouche sont les théoriciens francophones actuels les plus connus. Depuis 2008, il multiplie les interventions dans les médias belges pour sensibiliser le grand public à la remise en question du capitalisme et à l'élaboration d'un post-capitalisme. 
Les thèses qu'il développe dans certains de ses livres sont également inspirées par les outils théoriques de Ken Wilber. Son livre paru (en anglais) en 2010, Full-Spectrum Economics , a d'ailleurs été préfacé par le philosophe américain.

## Publications
- Puissance ou impuissance de la subjectivité ?, traduction en français de l'œuvre de Hans Jonas, Éditions du Cerf, 2000.
- Éthique économique et sociale, en collaboration avec Philippe Van Parijs, Éditions La Découverte, 2003.
- Critique de l'existence capitaliste - Pour une éthique existentielle de l'économie, Éditions du Cerf, 2005[5],[6].
- L'économie, c'est nous - Pour un savoir citoyen, Éditions Érès, 2006.
- Critical political economy: Complexity, rationality, and the logic of post-orthodox pluralism, Routledge 2008.
- Éthique de l'existence post-capitaliste - Pour un militantisme existentiel, Éditions du Cerf, 2009.
- Full-spectrum economics: Toward an inclusive and emancipatory social science, Routledge, 2010.
- L'homme économique et le sens de la vie : Petit traité d'alter-économie, Petite encyclopédie critique, Édition Textuel, 2011
- Écologie intégrale, Pour une société permacirculaire, avec Dominique Bourg, PUF, 2017, 204 pages  (ISBN 978-2-13-079246-8)
- L'Existence Ecologique, critique existentielle de la croissance et anthropologie de l'après-croissance, Editions du Seuil, Janvier 2023, 422 pages  (ISBN 978-2-02-139780-2)